# ホンダ・インテグラタイプR
インテグラ タイプR（INTEGRA TYPE-R）は、本田技研工業がかつて生産・販売していたスポーツカーである。NSXタイプRに続く「タイプR」シリーズの第2弾として登場した。3代目および4代目のインテグラをベースに、エンジンやサスペンションをチューニングした車種である。通称は「インテR」。
初代には3ドアファストバッククーペ型と4ドアハードトップセダン型の2種類のボディタイプが存在したが、2代目では3ドアクーペに一本化された。

## 初代 DC2/DB8型（1995-2001年）
1995年10月16日に、3代目インテグラのスポーツバージョンとして3ドアファストバッククーペ（DC2型）と4ドアハードトップセダン（DB8型）が発売された。仕様変更については、そのモデルイヤーからそれぞれ「96Spec」「98Spec」「00spec(あるいは99spec)」と区別される。
B18C型エンジンをベースにチューニングされた"B18C Spec-R"は、「Si-VTEC」へ搭載のベースモデルに対して、ピストン・カムシャフト・インテークマニホールド/エキゾーストマニホールド・ECUなどの変更により、最高出力を200PS/8,000rpmとして20PSの向上を実現した。初期型はエンジンのポート研磨を手作業で行っていたほか、全モデル共通でカムカバーに赤の結晶塗装がなされている。エンジンの高回転化に合わせて2−5速がローレシオ化されクロスレシオとなった5速MTが組み合わせられ、トラクション性能の向上のためヘリカルLSDが装着された。
外装はタイプRの専用車体色であるチャンピオンシップホワイトのほか、軽量アルミホイール、フロントのリップスポイラーおよびリアの大型スポイラーを標準装備し、内装ではモモ社製の360mm径ステアリング（SRSエアバッグ非装着車）、チタン削り出しシフトノブ、フルスケール10,000rpmのタコメーターを備えたイエロー指針のメータ群（NSXタイプRと近似）およびレカロ社製バケットシートが採用された。なお、3ドア車ではバケットシートの色を赤・黒のいずれかから選択可能で、後に追加販売された黄色のボディーカラーでは、車体色に合わせた黄色のシートが採用された。
軽量化のために標準モデルではエアコン、オーディオ類（アンテナ、時計なども含む）、リアワイパー、遮音材などが省かれており、フロントガラスもベースモデルより薄く、バッテリーも軽自動車向けの小型のものに換装され、逆にモノコックフレームの一部は鋼板厚を増す、リアトランク内にパイプフレームを付加するなどの補強がされている。このため、実際にはディーラーオプションのエアコンを装着すると、標準モデルから2kg軽いだけであった。前期型ではSRSエアバッグ装備の有無でステアリングの変速比が異なっており、非装着モデルではよりクイックな変速比となっていた。
1998年1月29日に発売された｢98タイプR｣あるいは｢98spec｣と呼ばれるモデルでは、タイヤ幅のワイド化（195mm→215mm）、ホイールのインチアップ（15インチ→16インチ）、ホイールハブを4穴から5穴に変更、ブレーキローターの大径化、ステンレス製4in1等長エキゾーストマニホールド、ヘッドライトのHIDランプ化、モノコックの高剛性化、足回り、ECUの見直し、ファイナルギヤレシオのローレシオ化などの変更が行われた。これにより96specよりも走行安定性が高まったが、面白味では後退したと評価される場合もあった。
1999年12月16日には、00specあるいは99specと呼ばれる初代タイプRの最終型が発売された。平成10年アイドル規制の対応で型式が変更された（E-DC2→GF-DC2、E-DB8→GF-DB8）ほか、動力性能は98specから変更がないものの、専用スポーツペダル、専用カーボン調パネル、電動格納式ドアミラー、キーレスエントリー、デジタルクロック、オートアンテナ、AM/FM電子チューナー&CDステレオ+6スピーカー、プライバシーガラスなどを標準装備した「タイプR・X」が追加された。センターコンソール上に製造順を表すシリアルナンバーの刻印が導入された。

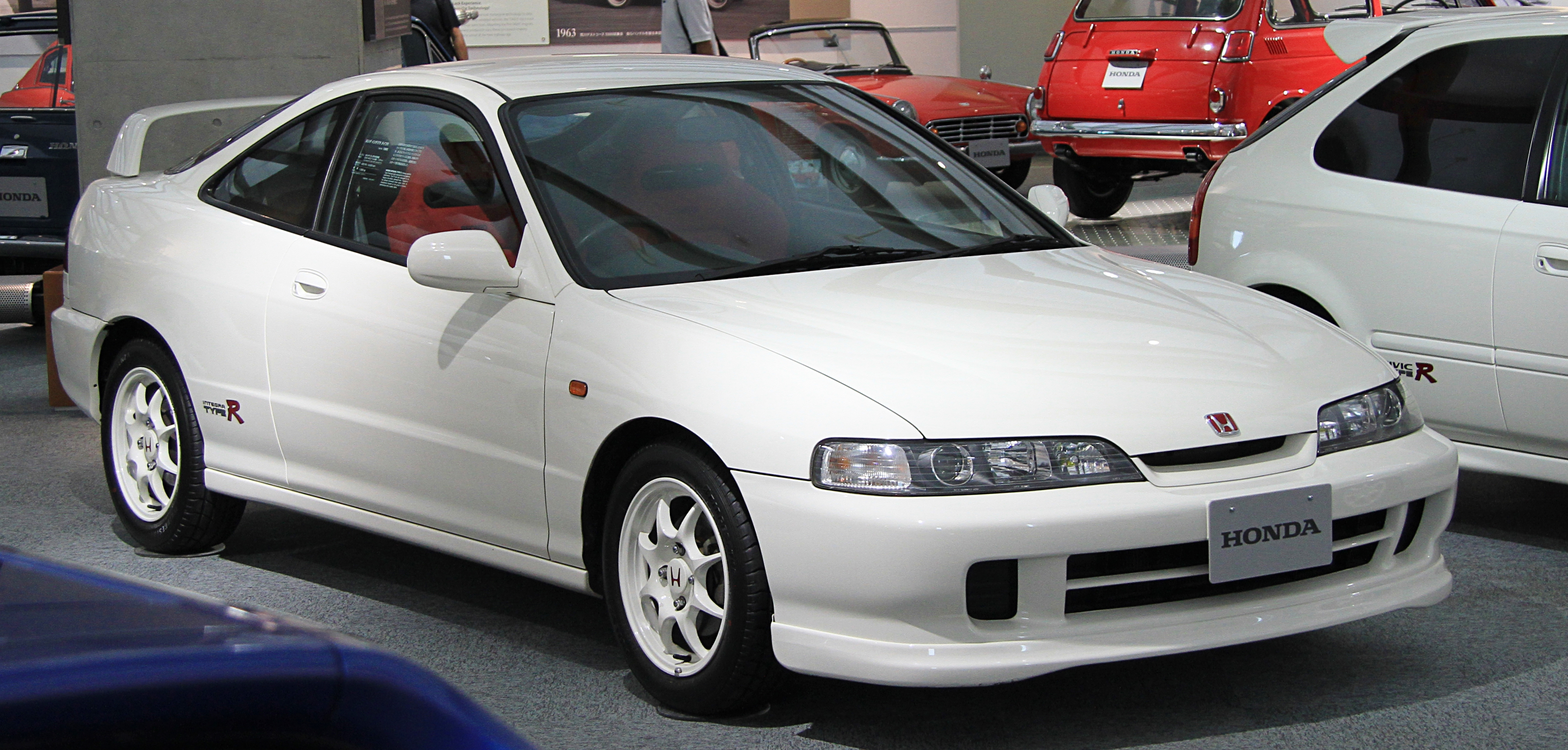
96Spec（1995年10月-1997年12月）
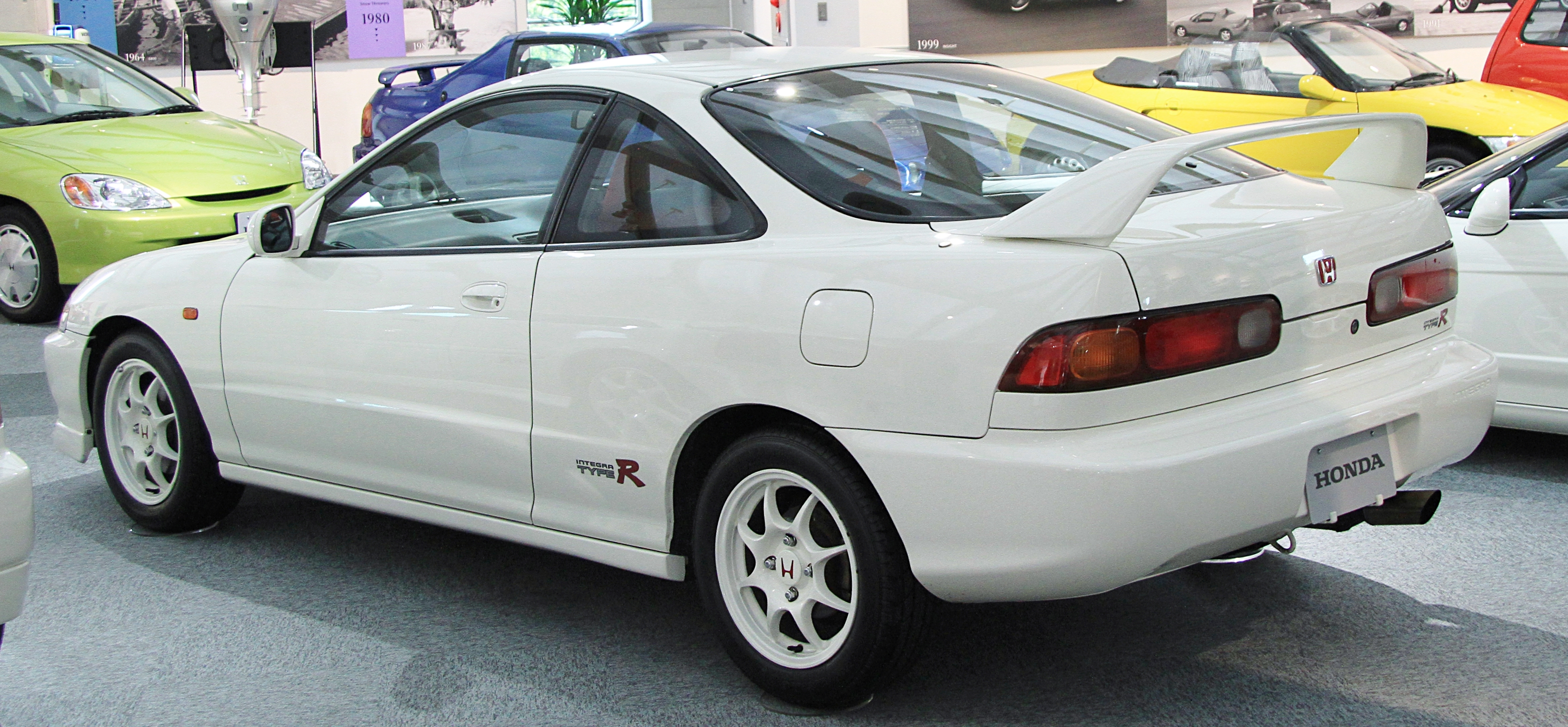
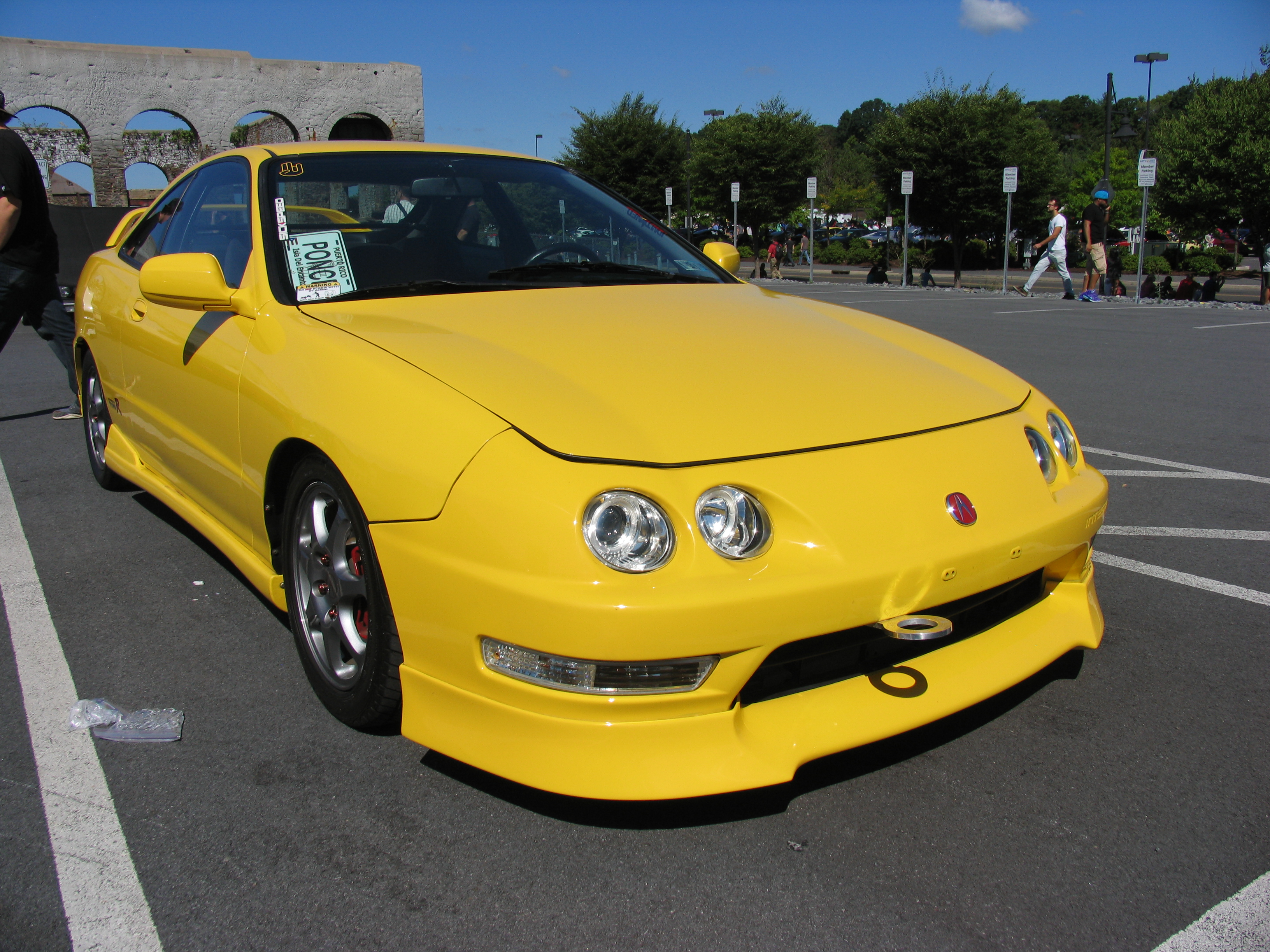
北米(アキュラ仕様)
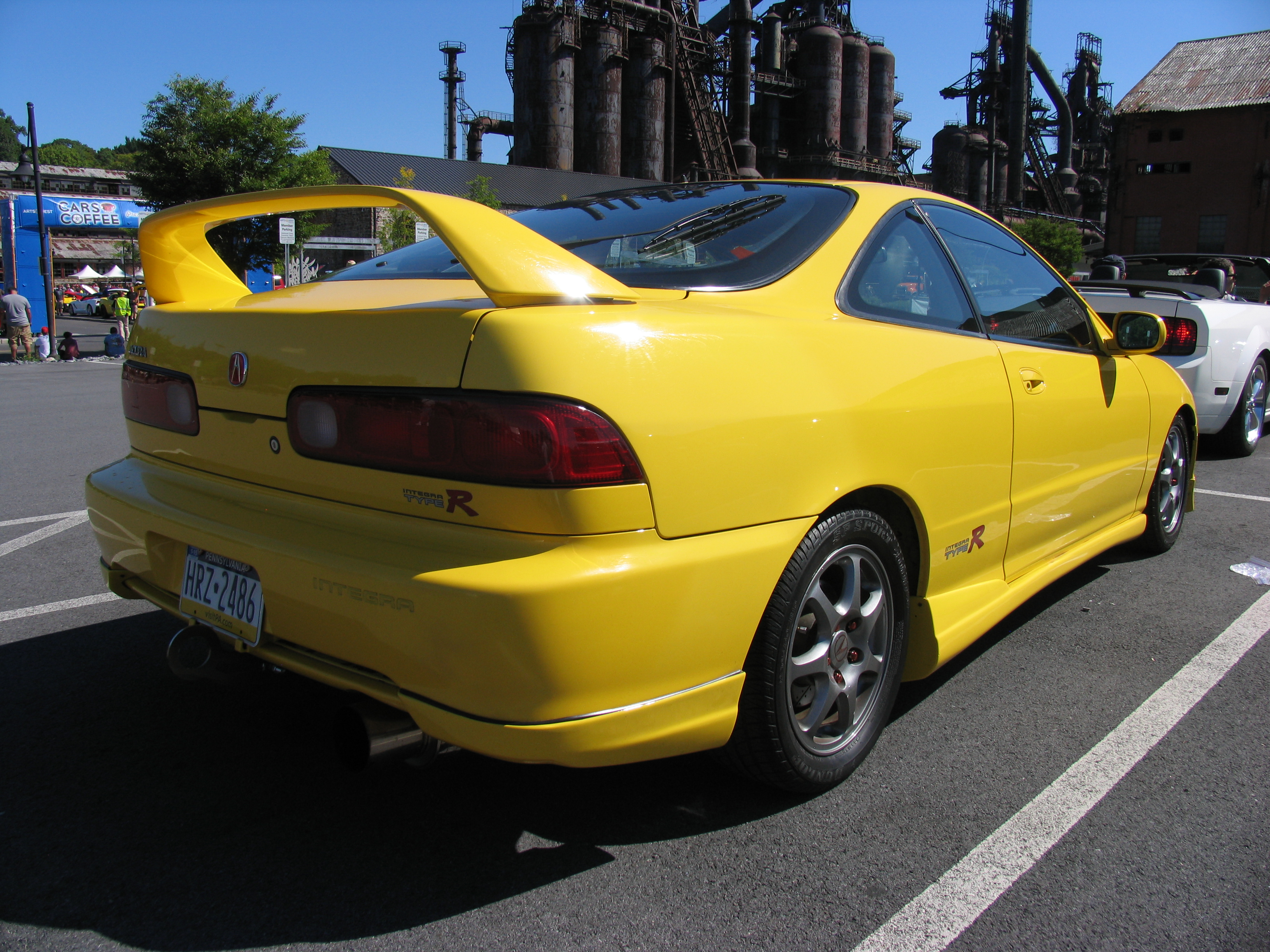

## 2代目 DC5型（2001-2007年）
2001年7月2日にフルモデルチェンジされ、2代目（DC5型）となる。ベースとなるインテグラがタイプRの設定を前提に開発され、同時にプレリュードを吸収統合することになったため、4ドアハードトップの廃止ならびに3ナンバーサイズへの拡大が行われた。
専用にハイチューンされたK20A型エンジン（220PS）を搭載して先代よりも性能を高め、ホンダ車初のブレンボ社製ブレーキキャリパーの採用などで装備面も強化された。一方で、安全装備の標準搭載や衝突安全性を考慮したボディで総重量は100 kg以上増となったほか、フロントサスペンションはマクファーソンストラット化され、室内空間およびトランクスペースの確保のため全高も高くなった。国土交通省が定めた低排出ガス車認定制度平成12年排出基準の「優-低排出ガス（☆☆）」をクリアし、10・15モード燃費は12.4km/Lを記録している。
長年シビックで開催されてきたホンダ主催のワンメイクレースも、2002年をもってEK9型シビックタイプRから本車種に変更され、2007年まで続いた（2008年からはFD2型シビックタイプRに変更）。
2004年9月16日のマイナーチェンジを実施し、ヘッドライトがシャープな形状に変更されるとともに、スポーツ走行において不満の多かったサスペンションなどの見直しを行った。さらに、日本国内のみならず国外でも盗難被害に遭うケースが頻発したため、イモビライザーを標準装備した。また、ウイング形状がロータイプのものに変更され、サイドステップもタイプSと同様の仕様となる「ローウイング仕様」をメーカーオプション設定した。
2006年4月、クーペ型乗用車およびスポーツカーの需要が低迷したことを理由に生産終了を発表した。同年6月に生産終了後、2007年2月をもって販売終了となった。

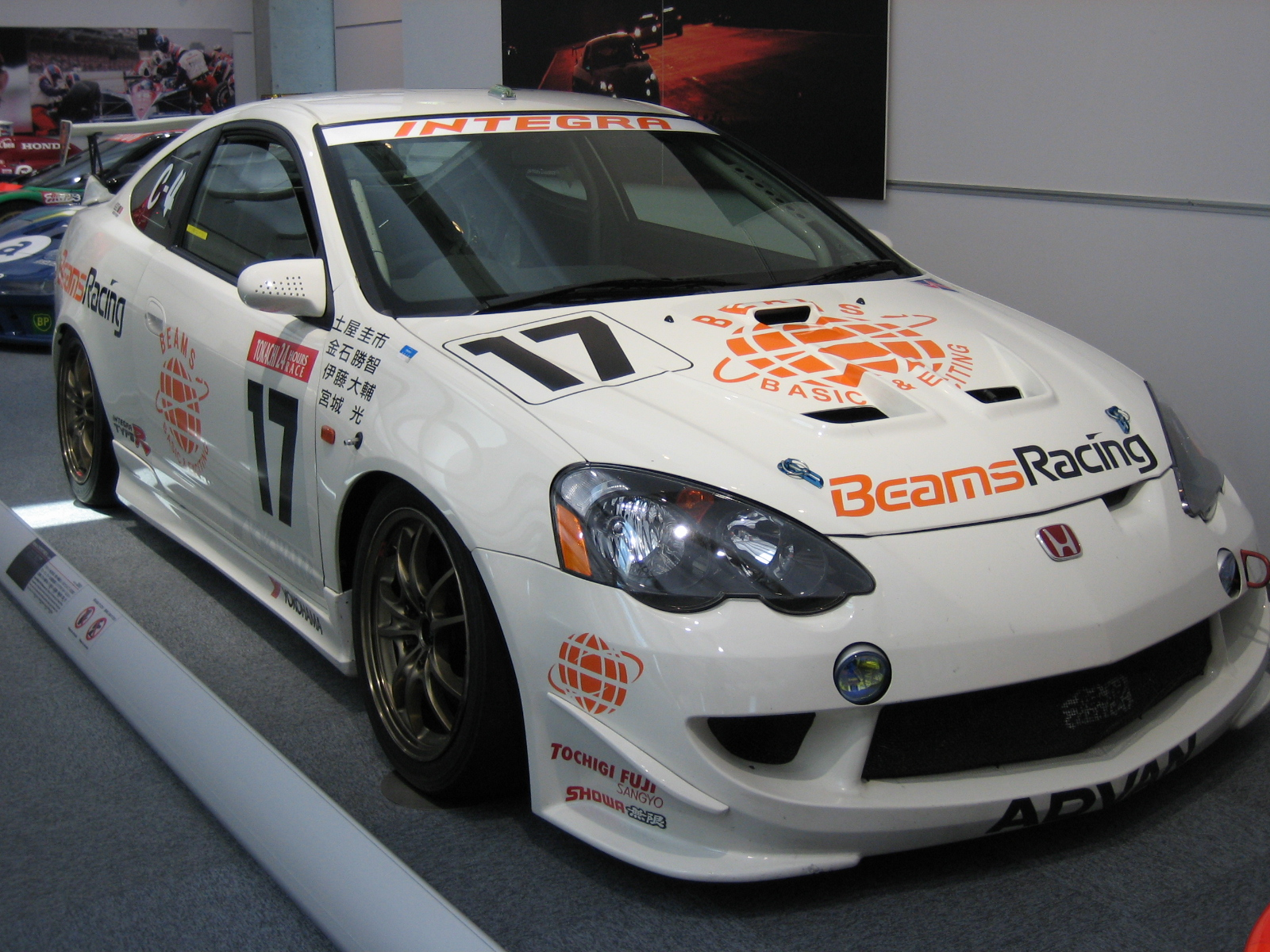
スーパー耐久十勝24時間レース仕様車
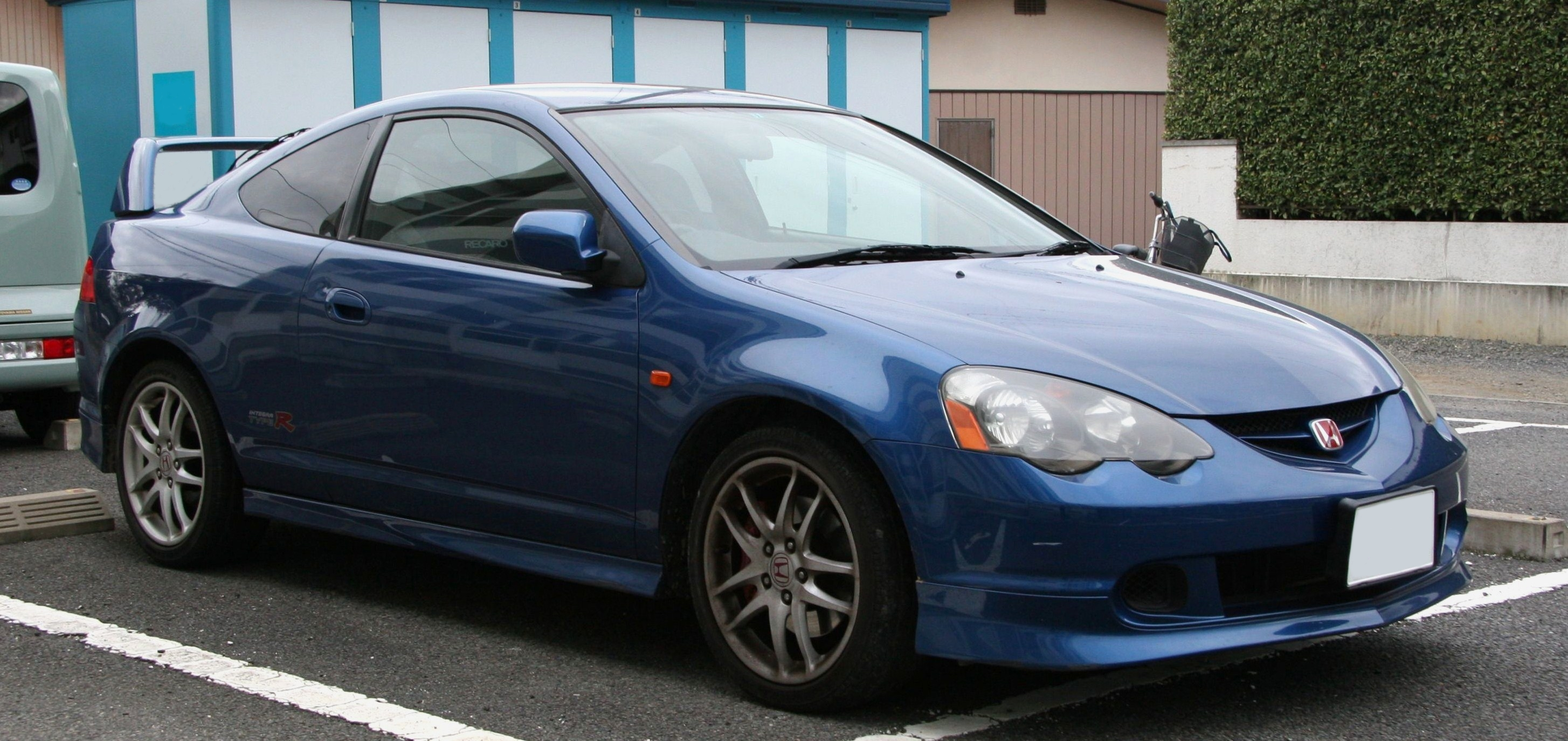
前期型（2001年7月-2004年9月）
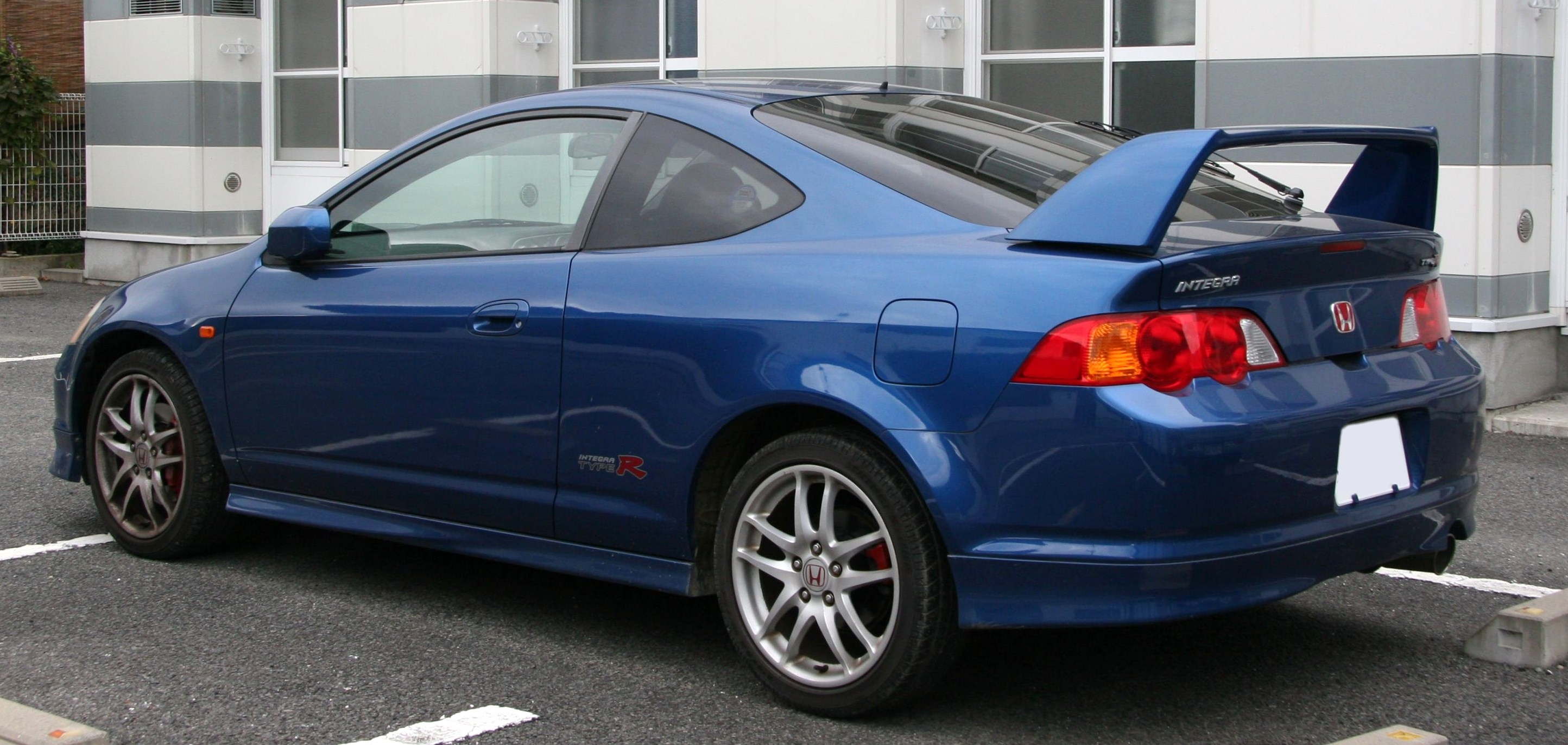
前期型リア

## その他
初代、2代目ともに生産終了後も中古車市場では人気車種として状態のいい物は高値で取引されている。しかし、2007年に埼玉県、栃木県を中心に「タイプR」を専門に狙った連続盗難事件があり、窃盗団（20代の男7人）が2008年2月に逮捕されている。特に2代目は初代の人気影響で発売当初から盗難被害が多い車種であり、自動車保険の車両保険料率クラスは最も高額な9クラスとなっており、タイプRの影響を受ける形で標準車（DC2型Si-VTEC、DC5型iS/タイプS）の保険料が割高となる現象も生じている。一部の損害保険会社では、内規で「タイプRグレードの保険引受不可」とするところもある。